# 安德鲁·克里马赫
安德鲁·克里马赫 (Andrew Calimach, 1952 -) 是罗马尼亚裔美国籍神话作家、剧作家，一位撰写性别研究和其他社会问题的独立学者。他通晓多种语言，包括罗马尼亚语、法语、英语、意大利语、西班牙语和俄语。他是一位独立古典学者和历史学家，致力于研究并重写希腊神话关于男性爱情神话。
他于 2001 年在美国出版了畅销神话作品《恋人传说：同性恋希腊神话》(Lovers' Legends: The Gay Greek Myths, Haiduk Press)。这是现代第一部收集古希腊罗马男性爱情神话并严格根据古代材料进行最真实详尽的还原的作品。该作品在 2003 年获得了多项朗姆达奖提名，荣膺诸多重要奖项。书中描绘了赫拉克勒斯、俄耳甫斯、纳西索斯等神话人物的故事，在历史和文化的双重背景下呈现希腊男性爱情的积极和消极方面。
该作品在布加勒斯特以罗马尼亚语翻译出版。安德鲁·克里马赫在美国、英国和中国发表了关于男性爱情的文章。 在中国期刊发表的作品包括《伽倪墨得斯遗失的美好古代性别研究》以及《希腊式男性关系研究》，分别发表于《小作家选刊（教学交流）》的2014, (9)和2014, (1) 两期。
他的戏剧作品《无边界的恋人传说》(Lovers' Legends Unbound)和广播剧《Archias and Actaeon》（由 LyrAvlos 乐团为其创作和演奏音乐）。
他也是一名诗人，与“垮掉的一代”有密切联系，一些作品发表在纽约地下流传的小册子中。他与艾伦·金斯伯格（Allen Ginsberg）相熟，Lovers' Legends 的扉页标明该书是献给艾伦·金斯伯格的作品。
安德鲁·克里马赫是摩尔达维亚 (Moldavia) 古老统治家族之一“克里马赫”氏族的后裔，目前他居住在纽约和布加勒斯特年底，继续学习、写作和研究。

## 引用
1. ↑  . www.ncis.org.   [2022-01-25]. （原始内容存档于2022-01-25） （英语）.
2. ↑  . cclib.ucsd.edu.   [2022-01-25]. （原始内容存档于2022-01-25）.
3. 1 2  . academickids.com.   [2022-01-25]. （原始内容存档于2022-01-25）.
4. 1 2  . EverybodyWiki Bios & Wiki.   [2022-01-25]. （原始内容存档于2022-01-25） （英语）.